# RS-449
RS-449 são as especificações para a ligação de equipamento de dados tipo DCE e de terminais do tipo DTE, para taxas de transmissão elevadas, até 2 Megabits por segundo. Ele foi projetado para substituir o RS-232C, mas os dois são incompatíveis.